# Réal Bouvier
Pour les articles homonymes, voir Bouvier.
Réal Bouvier est un navigateur et un journaliste canadien, né le 6 janvier 1946 à Longueuil et décédé le 9 janvier 2000 à Longueuil. En 1977, il franchit le passage du Nord-Ouest aux commandes du J.E. Bernier II, un voilier de plaisance de 11 mètres. Le J.E. Bernier II était à son époque le plus petit navire à avoir franchi le passage du Nord-Ouest, voyage réalisé pendant les trois périodes estivales de 1976 à 1978, et le premier voilier de plaisance à avoir fait le tour de l'Amérique du Nord, un trajet de 18 500 milles marins.

## Biographie

### Carrière de journaliste
D'abord collaborateur au Quartier latin de l'Université de Montréal, journaliste au Soleil à Québec, à La Voix de l'Est à Granby, puis aux quotidiens montréalais La Presse et Le Devoir, Réal Bouvier devient chroniqueur spécialisé en nautisme, notamment aux revues maritimes Québec Yachting et L'Escale.

### Le J.E. Bernier II et la traversée du passage du Nord-Ouest

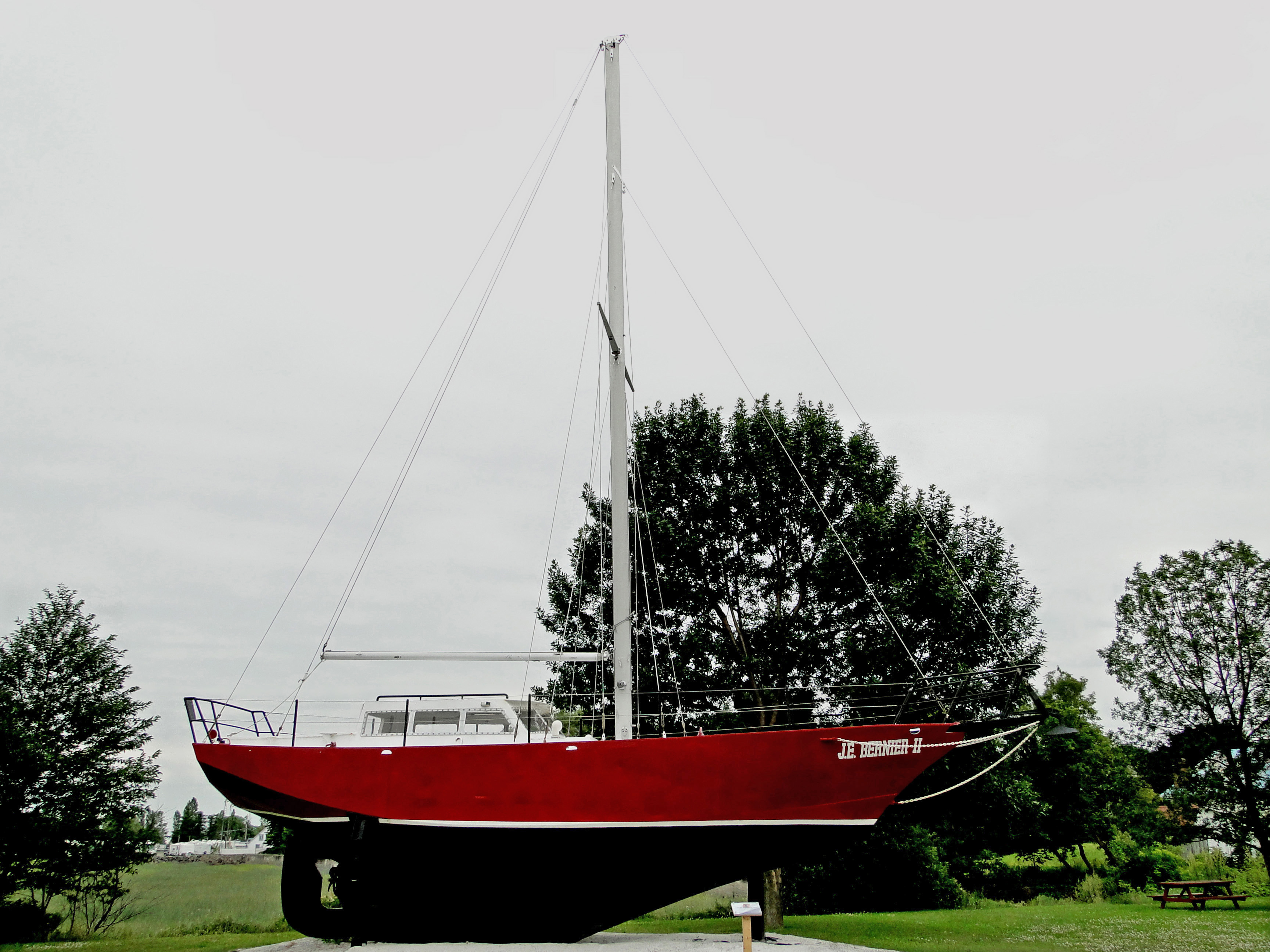
Le J.E.Bernier II au Musée maritime du Québec.

En 1975, il fait construire chez Fercraft Marine à Côte-Sainte-Catherine le J.E. Bernier II, un cotre d'acier de 11,8 mètres (39 pi) selon les plans de Robert Dufour, l'architecte naval qui a dessiné peu après le Corbin 39. Le J.E. Bernier II, qui arbore une fleur de lys au point de drisse de sa grand-voile, a un déplacement de 9,9 tonnes (22 000 lb), un tirant d'eau de 1,52 mètre (5 pi) et est doté d'un moteur Volvo Penta diesel de 36 cv.
Parti de Lachine le 30 juin 1976, Réal Bouvier entreprend l'expédition 74° Nord, rendue possible grâce à de nombreux commanditaires et dont le principal est Canada Steamship Lines. Elle vise à franchir le passage du Nord-Ouest. Bouvier est secondé dans ce périple par Marie-Ève Thibault, photographe, Jacques Pettigrew, cinéaste, Pierre Bédard, géologue ainsi que Marc Paquet, James Gray, Yves Desbiens et Lee Brock.
À l'hiver 1976, le Détroit de Lancaster est pris par les glaces, ce qui force l'équipage à hiverner à Holsteinsborg au Groenland. Le voilier reprend la mer le 25 juin 1977 et fait la rencontre d'un voilier des Pays-Bas, le Williwaw, mené par Willy de Roos et Jean-Louis de Gerlache. Les deux équipages décident de joindre leurs efforts pour atteindre la Baie de Baffin.
Bouvier est toutefois ralenti, il doit s'arrêter dans le fjord de Strathcona (en) pour faire machiner un nouvel arbre d'hélice et un inverseur à la mine de Nanisivik au Nunavut. Il gagne par la suite l'île Beechey où se trouvent les pierres tombales des membres de l'expédition Franklin de 1845. Deux routes s'offrent désormais à lui : celle du sud empruntée par Roald Amundsen en 1905 ou celle du nord empruntée par le superpétrolier Manathan en 1969. Bouvier opte pour le sud et navigue dans le détroit de Peel le 23 août 1977, à 400 milles du pôle nord magnétique. Il mouille à Pasley Bay, là où en 1942 Henry Larsen a hiverné à bord du St. Roch. Ensuite, Bouvier gagne successivement la baie de Gjöa, le détroit de Simpson et le golfe de la reine Maud pour finalement atteindre le cap Bathurst le 10 septembre et entrer dans la mer de Beaufort.
Le J.E. Bernier II hiverne à Tuktoyaktuk pour relever les voiles à la mi-juillet 1978. Le détroit de Béring est traversé le 30 août 1978 et Bouvier atteint Vancouver le 15 octobre après avoir parcouru 9 800 milles marins. Finalement, il navigue vers le sud, franchit le canal de Panama et rejoint le Québec par l'Atlantique et le fleuve Saint-Laurent.
Le J.E. Bernier II est conservé depuis 1979 au Musée maritime du Québec situé à l'Islet.
Par la relation de son expédition publiée dans La Presse entre 1976 et 1979 et par ses autres écrits, Réal Bouvier a été une inspiration pour les plaisanciers du Québec. Il leur a donné le goût de l'aventure.

## Postérité
En 2001, le Port de plaisance de Longueuil est rebaptisé Port de plaisance Réal-Bouvier.

## Citation
« On va faire le tour du monde, puis après ça, on ira ailleurs ! »

## Filmographie
Les cinéastes Jacques Pettigrew et Marie-Ève Thibault ont réalisé un documentaire sur le voyage du J.E. Bernier entre 1976 et 1979. Intitulé Cap au Nord - L'aventure du J.E. Bernier II ce film raconte l'histoire du voyage du voilier et de son équipage, son départ, ses deux hivernements dans l'Arctique et son retour à Montréal. Le premier visionnement public du film a eu lieu en 1980.